# Dannet
Pour les articles homonymes, voir Dannet (homonymie).
Dannet ou Danet, Danett, Dannat, est une commune rurale du Niger située dans le département d'Arlit, dans la région d'Agadez. 
Elle a été créée en 2002 en tant qu'unité administrative dans une zone auparavant dépourvue de commune. Elle comptait 9 736 habitants lors du recensement de 2010, 14 964 habitants lors de celui de 2012.

## Géographie
La commune de Dannet est située à 421 m d'altitude, à l'ouest du massif de l'Aïr dans l'écorégion du Sahara, dans les contreforts sud de la chaîne du Tassili n'Ajjer. Elle est traversée par la route qui relie Agadez à Tamanrasset.
Les communes voisines sont Arlit, le chef-lieu du département à environ 50 km, et Gougaram au nord, Timia à l'est, Dabaga au sud-est et Ingall au sud-ouest.
|        | Arlit  | Gougaram |
| Ingall | Dannet | Timia    |
|        | Ingall | Dabaga   |

Le territoire de la commune compte 5 villages et 40 points d'eau.

## Économie

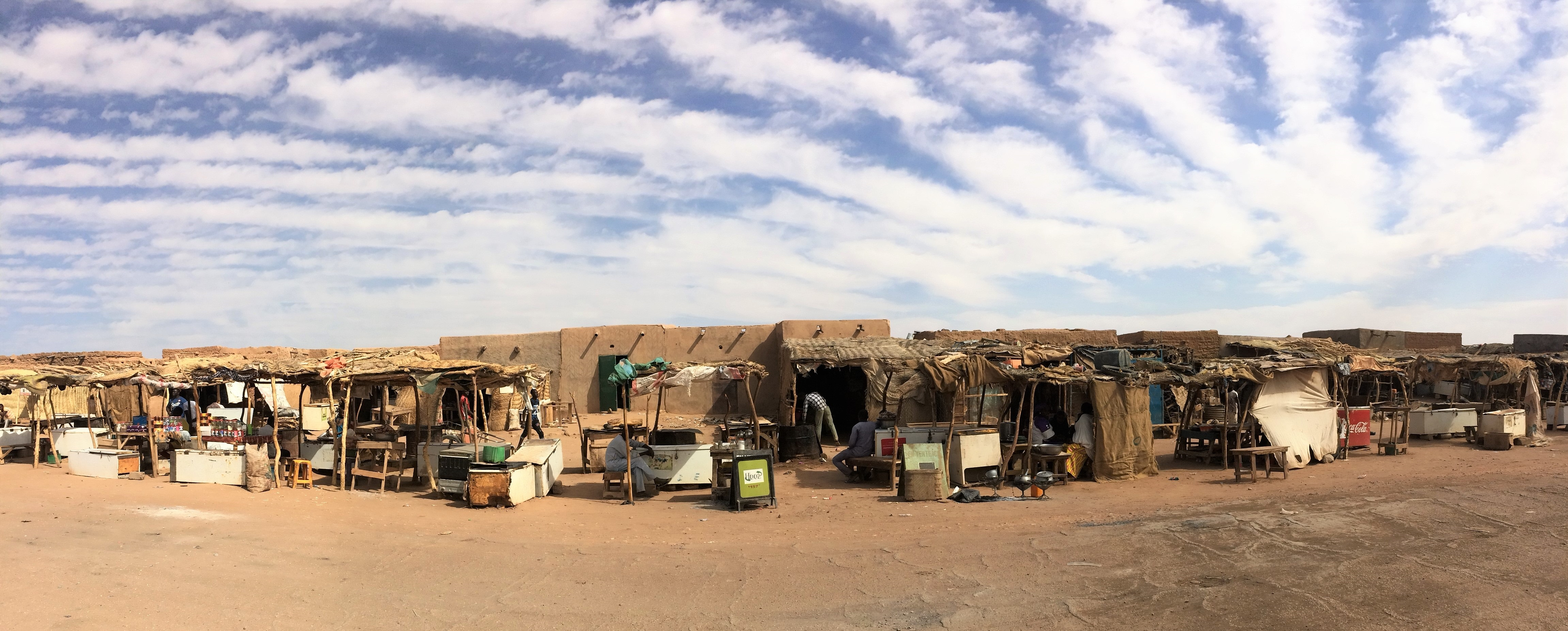
Un marché en 2018 dans le village d'Anoumakaram, sur le territoire de la commune de Dannet

Sur le territoire de la commune se trouve la mine d'uranium d'Imouraren, considérée comme le plus grand gisement d'uranium d'Afrique et le deuxième du monde, mais de faible teneur (0,8 kg d’uranium par tonne de minerai en moyenne). Découvert en 1966, le site fait l'objet d'études de faisabilité en 1974 et 1983 pour son exploitation en mine à ciel ouvert, mais les projets sont arrêtés pendant deux décennies à la suite de la chute brutale des cours mondiaux de l’uranium. La donne change dans les années 2000 avec la flambée des cours de l'uranium : Areva lance un chantier d'exploitation en 2009 qui en reste au stade des études ; fin 2019, la mine n'est toujours pas exploitée, les cours mondiaux d'uranium ne permettant pas une exploitation rentable du site. En mars 2023, Imouraren SA, propriété de l'état du Niger et d'Orano Niger, annonce commencer les essais d'exploitation de la mine à partir de 2024, avec la perspective de rentabilité en 2028.